# São José do Divino (kommun i Brasilien, Piauí)
São José do Divino är en kommun i Brasilien.   Den ligger i delstaten Piauí, i den östra delen av landet, 1 500 km norr om huvudstaden Brasília. Antalet invånare är 5 141.
Omgivningarna runt São José do Divino är huvudsakligen savann. Runt São José do Divino är det glesbefolkat, med 16 invånare per kvadratkilometer.